# Grammia phyllira
Grammia phyllira là một loài bướm đêm thuộc phân họ Arctiinae, họ Erebidae.